# Större husspindel
Större husspindel (Eratigena atrica) ingår i släktet (Eratigena) i familjen trattspindlar (Agelenidae) och är nära släkt med luffarspindeln (Eratigena agrestis). Vuxna hanar kan hittas från juli till oktober, vuxna honor hittas året om. Arten förekommer naturligt i Turkiet samt hela Europa utom på Island. Den är dessutom en introducerad art i områdena kring delstaterna West Virginia och Washington i USA.

## Utseende
Större husspindel är en av Centraleuropas största spindelarter. Honor blir upp till 18,5 mm, hanar upp till 15 mm i kroppsstorlek. Benspannet är normalt upp till 45 mm, men kan bli upp till hela 75 mm. Färgen är vanligen mörkbrun med tre ljusare fläckar på huvuddelens ovansida. På bakkroppen har den en ljus mittlinje med sex större fläckar. Fläckarna är tydligare än hos den närbesläktade luffarspindeln. Benen har till skillnad från andra arter enhetlig färg. Honornas ben är upp till dubbelt så långa som kroppen, och hanarna kan till och med ha tre gånger så långa ben som kropp. På korta distanser kan spindeln komma upp till en hastighet på 50 cm per sekund.

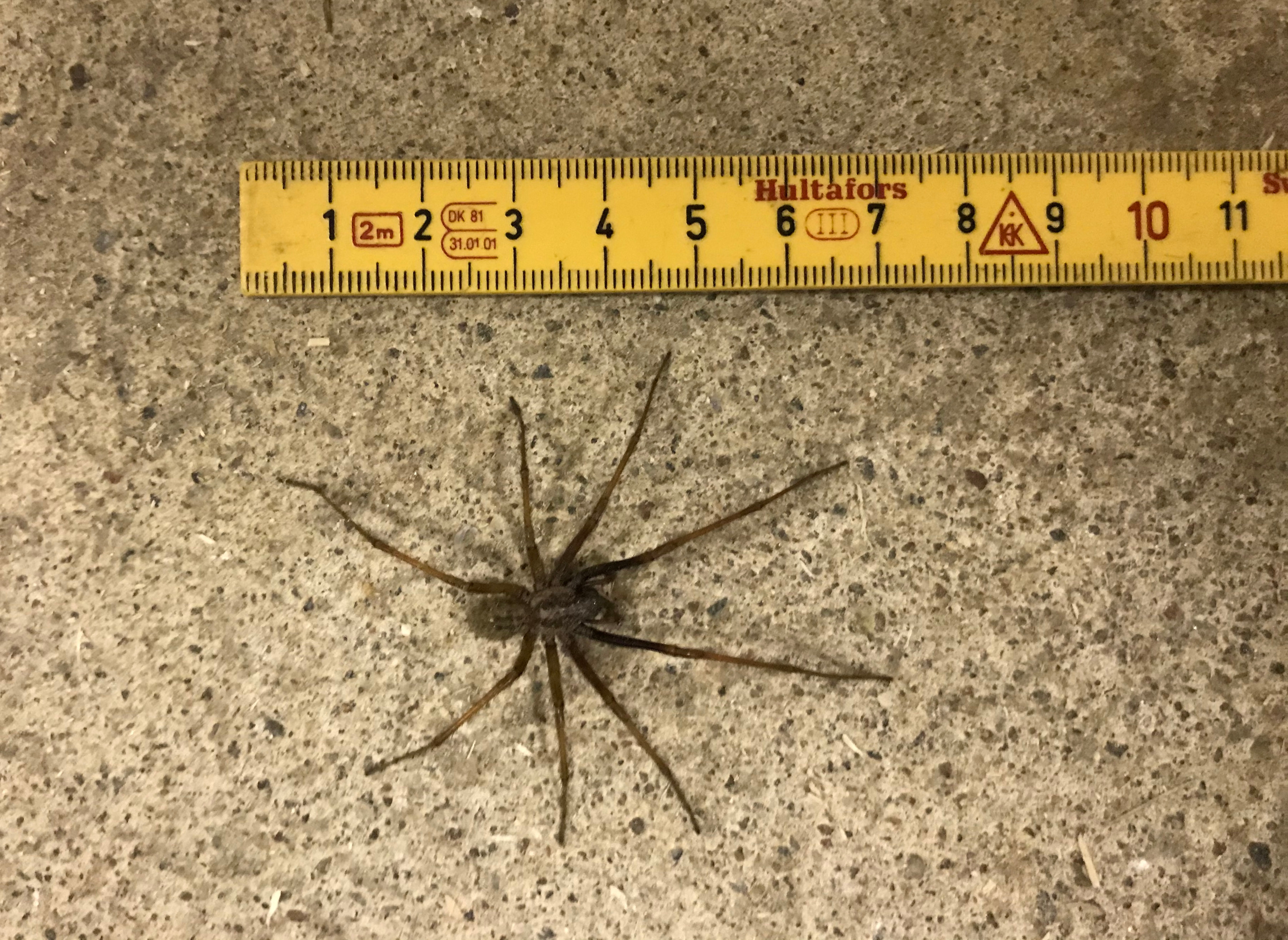
Större husspindel

## Habitat
Dessa spindlar bygger generellt ett platt nät med en trattliknande boning i ena änden. Dessa nät kan bli relativt stora om de inte störs. När ett byte fastnar i nätet så rusar spindeln ut ur tratten och attackerar det.

## Bett
Spindeln är giftig men ofarlig för människor. Ett bett brukar som mest ge rodnad som symptom. Om man är allergisk kan dock större utslag förekomma.